# Thursday (álbum)
Thursday é a segunda mixtape do cantor canadense the Weeknd, lançada de forma independente em 18 de agosto de 2011. Assim como em seu trabalho anterior, o projeto foi produzido pelos produtores musicais canadenses Doc McKinney e Illangelo. Juntamente com as outras duas mixtapes lançadas pelo artista em 2011, esta foi remasterizada e relançada em 2012 pela Republic Records dentro da coletânea musical Trilogy, acrescida da faixa bônus "Valerie", sendo também reeditada comercialmente anos depois contendo a mesma canção. O rapper canadense Drake participa da canção "The Zone".

## Lista de faixas
Todas as faixas escritas e compostas por Abel Tesfaye, Martin McKinney e Carlo Montagnese e produzidas por DocMcKinney e Illangelo, exceto quando escrito. 
| N.º            | Título                 | Compositor(es)                                                                           | Duração |  |
| 1.             | "Lonely Star"          |                                                                                          | 5:49    |  |
| 2.             | "Life of the Party"    | Tesfaye, McKinney, Montagnese, Anthony Grier, Björn Berglund, Pontus Berghe, Vini Reilly | 4:57    |  |
| 3.             | "Thursday"             |                                                                                          | 5:19    |  |
| 4.             | "The Zone" (com Drake) | Tesfaye, McKinney, Montagnese, Aubrey Graham                                             | 6:58    |  |
| 5.             | "The Birds Pt. 1"      |                                                                                          | 3:34    |  |
| 6.             | "The Birds Pt. 2"      | Tesfaye, McKinney, Martina Topley-Bird, Alex McGowen, Nicholas Bird, Steve Crittall      |         |  |
| 7.             | "Gone"                 |                                                                                          | 8:07    |  |
| 8.             | "Rolling Stone"        |                                                                                          | 3:50    |  |
| 9.             | "Heaven or Las Vegas"  |                                                                                          | 3:53    |  |
| Duração total: | Duração total:         | Duração total:                                                                           | 50:21   |  |

| Faixa bônus dos relançamentos |                |         |  |
| N.º                           | Título         | Duração |  |
| 10.                           | "Valerie"      | 4:46    |  |
| Duração total:                | Duração total: | 55:07   |  |

Créditos de demonstração
- "Life of the Party" possui elementos de "Drugs in My Body", escrita por Anthony Grier, Björn Berglund, Pontus Berghe e Vincent Reilly e interpretada por Thieves Like Us.
- "The Birds, Pt. 2" possui elementos de "Sandpaper Kisses", escrita por Martina Topley-Bird, Alex McGowan, Nick Bird e Steve Crittall e interpretada por Topley-Bird.